# Jamie Allen (football, janvier 1995)
Pour les articles homonymes, voir Jamie Allen.
Jamie Paul Allen, né le 29 janvier 1995 à Rochdale, est un footballeur anglais qui évolue au poste de milieu de terrain avec le club de Coventry City.

## Biographie

### En club
Formé à Rochdale, il fait ses débuts pour le club le 8 octobre 2013.
Le 31 août 2017, il rejoint Burton Albion.
Le 28 juin 2019, il rejoint Coventry City.